# Veronica Carlson

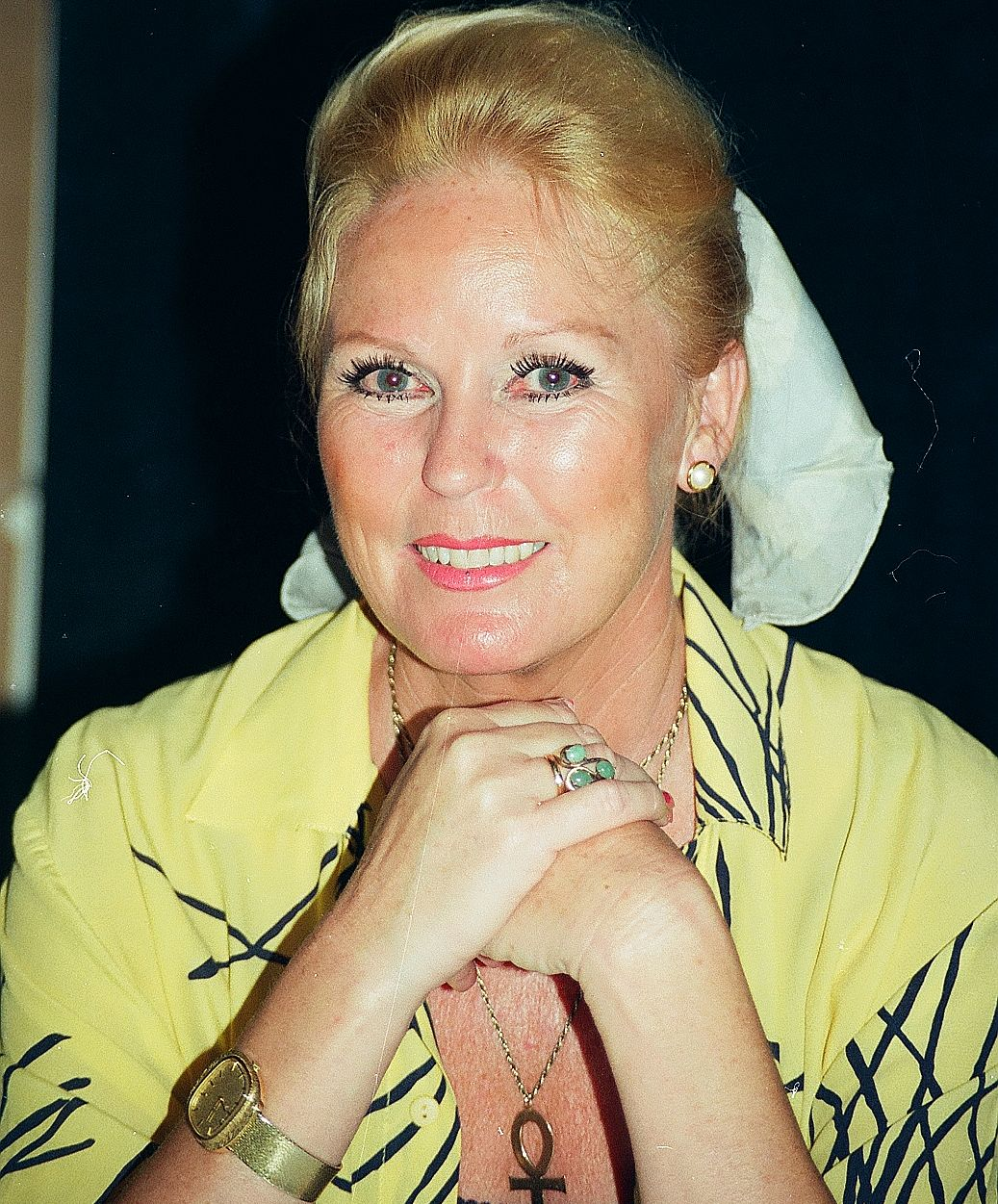
Veronica Carlson (1995)

Veronica Carlson (* 18. September 1944 in Yorkshire als Veronica Mary Glazer; † 27. Februar 2022) war eine britische Schauspielerin. Bekanntheit erlangte sie vor allem durch ihre Rollen in Hammer-Horrorfilmen.

## Leben
Veronica Carlson verbrachte einen Großteil ihrer Kindheit in Deutschland, wo ihr Vater als Soldat stationiert war. Nach der Rückkehr der Familie nach Großbritannien besuchte sie eine Mädchenschule in Thetford und anschließend ein College für Kunst und Technologie in High Wycombe. In dortigen Laienvorführungen gab Carlson ihr Debüt als Schauspielerin.
Ab 1967 spielte sie kleine Rollen in Filmen und Fernsehserien. Ihr Debüt gab Carlson in einer Statistenrolle als große Blonde in der Agentenparodie Casino Royale an der Seite von David Niven. James Carreras, der damalige Vorsitzende von Hammer Films, sah ein Foto von Carlson in einer Zeitung und engagierte sie daraufhin als Partnerin für Christopher Lee in Draculas Rückkehr. Es folgten Hauptrollen in Frankenstein muß sterben mit Peter Cushing im Jahr 1968 und Frankensteins Schrecken im Jahr 1970. Mit der 1974 erschienenen Horrorparodie Vampira folgte ein weiterer gemeinsamer Filmauftritt mit David Niven, der dort einen alternden Dracula verkörperte.
Neben ihren Filmrollen trat Carlson weiterhin auch als Fernsehdarstellerin auf. Hierzu gehören Gastauftritte in Randall & Hopkirk – Detektei mit Geist, Simon Templar und Department S. In der kurzlebigen Fernsehserie Spyder’s Web spielte sie 1972 eine der Hauptrollen.
1995 beendete Veronica Carlson ihre Schauspielkarriere. Nach 24 Jahren Pause kehrte sie 2019 mit einer Rolle in House of the Gorgon an der Seite anderer Hammer-Stars wie Caroline Munro, Martine Beswick und Christopher Neame ins Filmgeschäft zurück.
Veronica Carlson war verheiratet und Mutter von drei Kindern. Sie lebte mit ihrem Mann in South Carolina. Carlson betätigte sich neben Auftritten bei Filmconventions als Malerin von Porträts. Ihre Werke wurden mehrfach für wohltätige Zwecke versteigert.
Veronica Carlson starb am Morgen des 27. Februar 2022 im Alter von 77 Jahren.

## Filmografie (Auswahl)
- 1967: Casino Royale
- 1967: Smashing Time
- 1968: Hammerhead
- 1968: Draculas Rückkehr (Dracula Has Risen from the Grave)
- 1969: Ein liebenswertes Freudenhaus (The Best House in London)
- 1969: Tödlicher Salut (Crossplot)
- 1969: Frankenstein muß sterben (Frankenstein Must Be Destroyed)
- 1969: Simon Templar (The Saint; Fernsehserie, eine Folge)
- 1969: Randall & Hopkirk – Detektei mit Geist (Randall and Hopkirk (Deceased) Fernsehserie, eine Folge)
- 1970: Frankensteins Schrecken (The Horror of Frankenstein)
- 1970: Pussycat, Pussycat, I Love You
- 1970: Department S (Fernsehserie, eine Folge)
- 1972: Spyder’s Web (Fernsehserie, 13 Folgen)
- 1974: Vampira
- 1975: Der Ghoul (The Ghoul)
- 1995: Freakshow
- 2019: House of the Gorgon